# Agros
Agros es un pueblo perteneciente al distrito de Limasol, Chipre.

## Superficie
Cuenta con una superficie de 10,07 kilómetros cuadrados.

## Clima
| Parámetros climáticos promedio de Agros (2002-2018) | Parámetros climáticos promedio de Agros (2002-2018) | Parámetros climáticos promedio de Agros (2002-2018) | Parámetros climáticos promedio de Agros (2002-2018) | Parámetros climáticos promedio de Agros (2002-2018) | Parámetros climáticos promedio de Agros (2002-2018) | Parámetros climáticos promedio de Agros (2002-2018) | Parámetros climáticos promedio de Agros (2002-2018) | Parámetros climáticos promedio de Agros (2002-2018) | Parámetros climáticos promedio de Agros (2002-2018) | Parámetros climáticos promedio de Agros (2002-2018) | Parámetros climáticos promedio de Agros (2002-2018) | Parámetros climáticos promedio de Agros (2002-2018) | Parámetros climáticos promedio de Agros (2002-2018) |
| Mes                                                 | Ene.                                                | Feb.                                                | Mar.                                                | Abr.                                                | May.                                                | Jun.                                                | Jul.                                                | Ago.                                                | Sep.                                                | Oct.                                                | Nov.                                                | Dic.                                                | Anual                                               |
| --------------------------------------------------- | --------------------------------------------------- | --------------------------------------------------- | --------------------------------------------------- | --------------------------------------------------- | --------------------------------------------------- | --------------------------------------------------- | --------------------------------------------------- | --------------------------------------------------- | --------------------------------------------------- | --------------------------------------------------- | --------------------------------------------------- | --------------------------------------------------- | --------------------------------------------------- |
| Temp. máx. media (°C)                               | 7.8                                                 | 8.8                                                 | 11.6                                                | 16.2                                                | 20.8                                                | 25.7                                                | 28.4                                                | 28.8                                                | 24.7                                                | 20.0                                                | 15.2                                                | 10.2                                                | 18.2                                                |
| Temp. mín. media (°C)                               | 1.8                                                 | 1.6                                                 | 4.1                                                 | 6.8                                                 | 10.7                                                | 15.0                                                | 17.6                                                | 18.2                                                | 14.7                                                | 11.0                                                | 7.3                                                 | 3.8                                                 | 9.4                                                 |
| Lluvias (mm)                                        | 145.8                                               | 117                                                 | 83.7                                                | 43.2                                                | 31                                                  | 15.6                                                | 14.1                                                | 11.8                                                | 7.1                                                 | 41.3                                                | 62                                                  | 144.1                                               | 716.7                                               |
| Días de lluvias (≥ )                                | 12                                                  | 11                                                  | 9                                                   | 5                                                   | 3                                                   | 3                                                   | 2                                                   | 2                                                   | 2                                                   | 5                                                   | 7                                                   | 12                                                  | 73                                                  |
| Humedad relativa (%)                                | 69                                                  | 66                                                  | 67                                                  | 67                                                  | 67                                                  | 68                                                  | 71                                                  | 72                                                  | 64                                                  | 62                                                  | 65                                                  | 71                                                  | 67.4                                                |
| Fuente n.º 1: Weather Atlas                         |                                                     |                                                     |                                                     |                                                     |                                                     |                                                     |                                                     |                                                     |                                                     |                                                     |                                                     |                                                     |                                                     |
| Fuente n.º 2: Μετερεωλογική Υπηρεσία Κύπρου         |                                                     |                                                     |                                                     |                                                     |                                                     |                                                     |                                                     |                                                     |                                                     |                                                     |                                                     |                                                     |                                                     |

## Demografía
Hasta 2021 la población era de 844 habitantes, con una densidad de población de 83,81 habitantes por kilómetro cuadrado.
| Gráfica de evolución demográfica de Agros entre 1976 y 2021                          |
|                                                                                      |
| Datos según Population statistics of Eastern Europe & former USSR y City Population. |